# 新人 (红色高棉)
新人（
brachachn thmei）是红色高棉使用的術語，指的是柬埔寨城市居民、銀行家、知識分子，與之相反的是鄉下的農民，稱「舊人」。
在紅色高棉攻入金邊後，新人被命令交出所有個人財產，徒步走到鄉下從事每天十小时強制勞動。食物僅供果腹，大量新人死於飢餓和疾病。
當時的幹部常對他們説：殺了你並無損失，留下你更無好處。